# 安坑輕軌

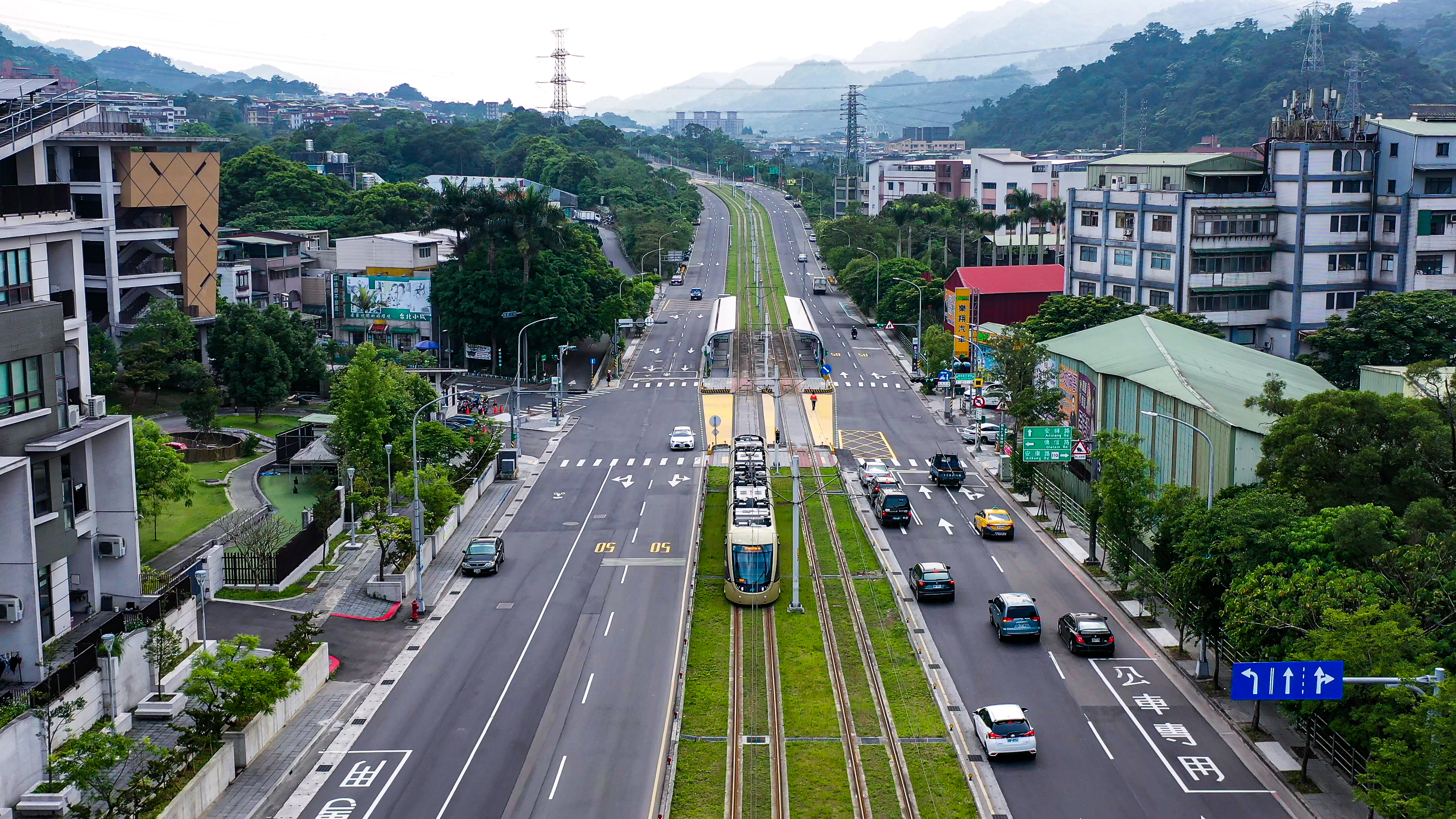
行駛安一路的安坑輕軌平面路段

安坑輕軌，是臺灣新北市一條營運中的輕軌路線，採高架、平面混合型式建置，全線位於新北市新店區境內，屬於新北捷運系統，路線代號為K，路線代表色為卡其色。
相關計畫最早於1999年提出，經過長時間討論，2013年正式獲行政院核可。其主體工程於2016年4月6日開工，2022年底完工，2023年2月2日交通部核發安坑輕軌營運許可，於2月10日通車試營運。安坑輕軌站體、軌道等土建統包工程經費共新臺幣166.6億元。

## 歷史

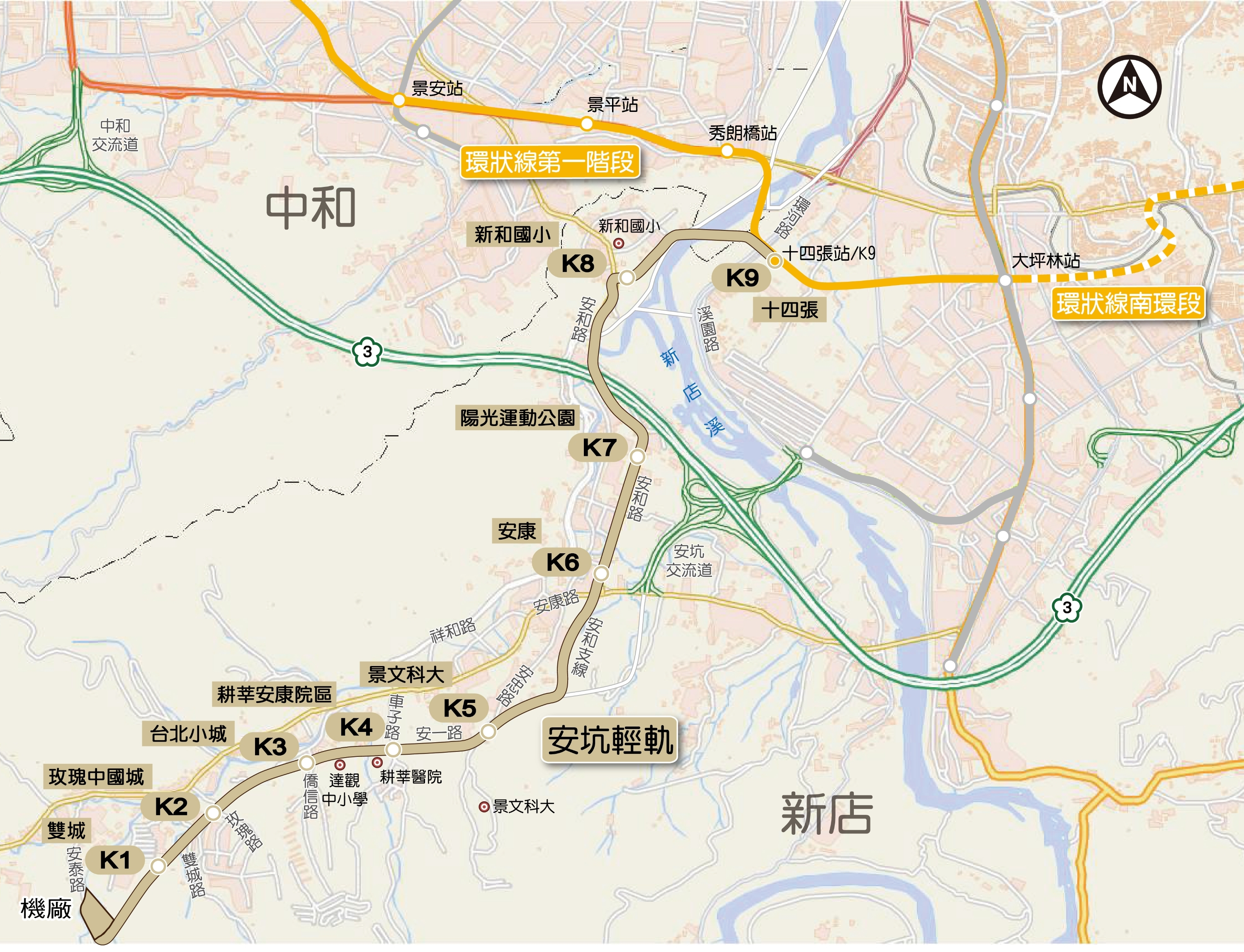
安坑輕軌路線圖

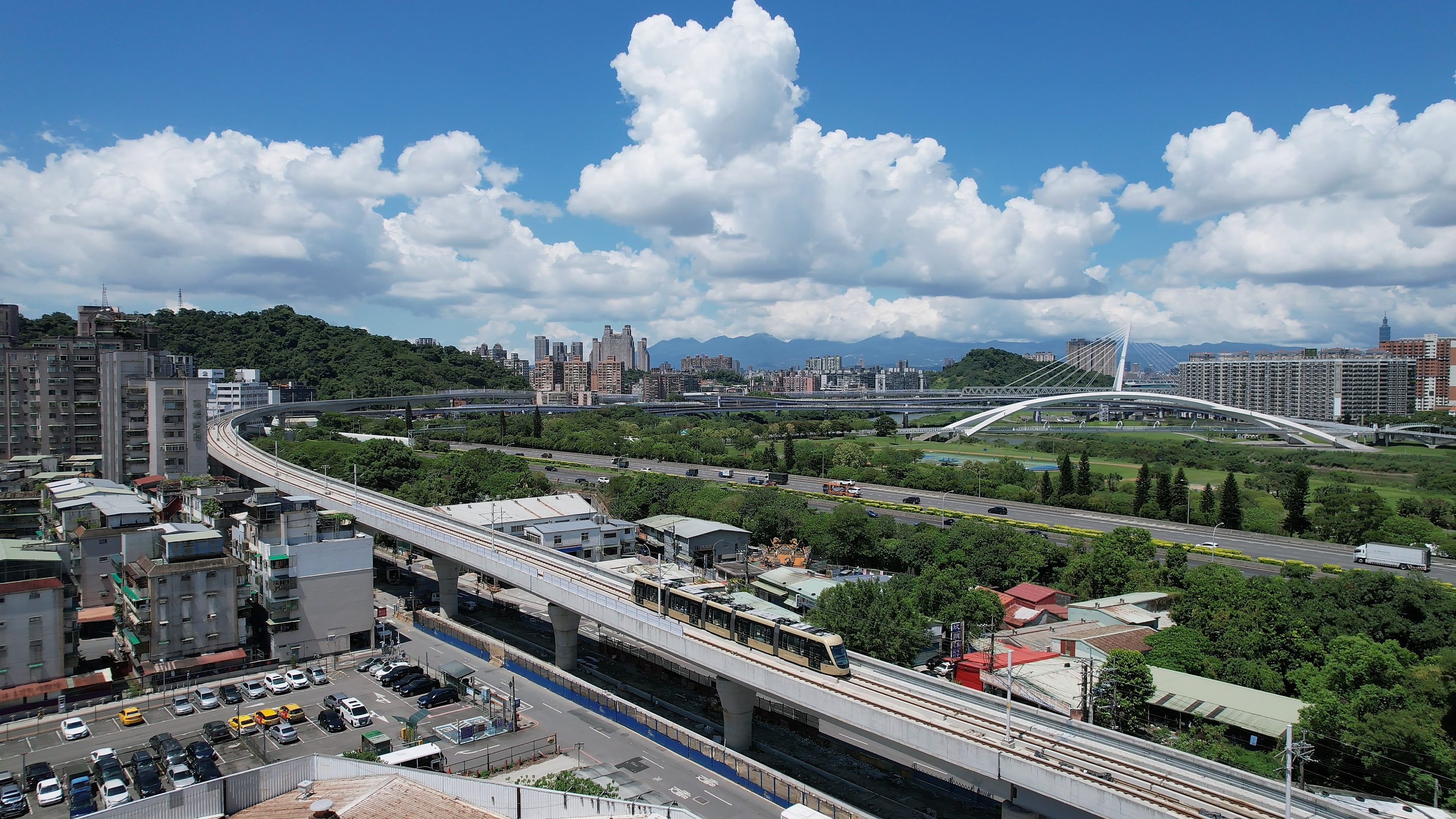
安坑輕軌電聯車行駛高架段空拍

安坑地區興建大眾捷運系統的構想最早在台北捷運初期路網建設時期就已被提出。台北捷運初期路網建設時期，新店機廠設於新店區中央新村的規畫遭到新店居民的反彈，提議將新店機廠的預定地改於安坑，同時使捷運延伸安坑地區服務當地居民；然而經評估後台北市政府捷運工程局認為此方案並不理想而被否決。:1-1
由於安坑地區有大規模集合住宅，但僅有安康路及安和路可供通行，上下班期間交通非常擁擠，故有各種新闢道路（如五重溪便道、中安橋等等）及捷運延伸服務之提案。1992年台北市捷運局所完成的「捷運系統延伸至安坑地區可行性研究報告」指出，以高運量捷運系統延伸至安坑地區，因當時安康路（約15-20米寬）及安和路（約20米寬），高運量路線施工期間占用道路，無替代道路可移轉紓解，且高運量系統建造成本高，經濟及財務效益亦不可行，興建捷運條件尚未成熟。:1-1
2002年3月台北市政府捷運工程局函送捷運安坑線走廊研究規劃報告書與財務計畫書請交通部依大眾捷運法核轉行政院核定，該報告建議丙案（銜接環狀線十四張站）輕軌系統7.8公里（平面段2.5公里；高架段5.3公里）與丁案先期發展路線（先銜接新店線新店站為先期路線，後續連接中和線部分，則視當地發展情況再議）輕軌系統6.2公里（平面段2.5公里；高架段3.7公里）。兩路線方案之平面段行走於安坑一號計畫道路（現為安一路），機廠位於安泰路與安坑一號道路口西南側，建議採民間投資，由民間投資者評選擇一投資。2003年1月該案環境影響評估報告函送交通部轉環保署審查，2003年10月環保署同意備查。:1-1
2010年時任新北市長朱立倫提出「三環三線」的構想，安坑線全線位於新北市境內，確認由新北市政府擔任捷運安坑線地方主管機關，雙北市相關單位組成工作小組，台北市政府捷運工程局協助規劃，由新北市政府提出捷運安坑線規劃報告送中央政府審查。:1-2
捷運安坑線可行性研究，依銜接不同的捷運路線、車站以及銜接方式，評估、檢討七種可能路線共11個路線方案，建議方案自計畫中之二叭子植物園旁之安泰路與安坑一號道路口起，主要以平面方式沿安坑一號道路北行，經安忠路通過達園營區前方之三孔箱涵路段，繼續向北行並轉沿安坑一號道路安和路支線段，改以高架方式佈設，經安康路安和路口，再接續安和路一、二段，跨越國道3號高架橋上方後，於安和路二段東轉跨越五重溪，沿新北環快南側跨越中安大橋高架匝道後，再沿新北環快西側路權範圍內佈設，並接續Ⅳ-26號計畫道路，於永安里民大會館及景福宮東側跨越新北環快及新店溪，至十四張地區與環狀線銜接。於二叭子植物園旁之安泰路旁設置1座機廠。由於路線型式、車站、機廠位置及土方數量變更並配合近年相關環保法規變更等，故依環境影響評估法等相關規定辦理環境影響差異分析。:1-5~6、11~14、4-1
新北市政府提出之可行性研究報告於2013年7月1日獲得行政院正式核定，環境影響差異分析報告亦於2013年10月14日獲行政院環境保護署備查。:1-2
在可行性研究報告獲得行政院核定後，新北市政府據此開展綜合規劃作業，獲行政院於2015年6月8日正式核定綜合規劃報告，確定了安坑線的興建財源。:1-2
在安坑線的綜合規劃過程中，經過坡度分析，發現可行性研究中機廠廠址所在的山坡地為超過四級坡的坡度而無法開發，因此重新根據環境、用地、調度需求等分別提出占地3.6公頃及4.6公頃的兩方案；最後，儘管3.6公頃的方案一必須以雙層、半地下化方式興建，仍因4.6公頃的方案二用地取得較為困難而被選擇:8-29~35、10-12~13。由於機廠位置的變更及路線的些許調整，安坑線的長度自原先的7.83公里減少為7.67公里，總經費則在檢討的過程中自218億降低為166.32億:10-12~13、附錄1(562、569)。
行政院核定綜合規畫後，新北市政府採土建統包標，於2016年3月3日土建統包決標，安坑線的主體工程於2016年4月6日開工，新北市政府於2022年底完工，2023年通車。
安坑輕軌工程中跨越新店溪的安心橋塔吊裝完成，於2019年6月30日在新店清溪河濱公園舉行祈福典禮，是國內首座單塔斜張桁架複合式軌道橋，因必須跨越新店溪，施工過程相對困難。安心橋塔高達130公尺、重量約3,450噸，橋塔基礎以42根全套管基樁，深入河底35公尺並釘入岩盤，橋塔完工後將搭配12對斜張絞索，以穩定橋體桁架，成為國內少見的超高橋塔軌道橋。安心橋於2020年9月17日完成全橋合龍作業，列車於2022年8月可以測試行駛至十四張車站。新北捷運局於11月7日完成系統穩定性測試，於12月11日辦理初勘，12月21日經初勘委員認可完成履勘應改善事項，於12月27日報請交通部辦理履勘。2023年1月7日交通部核定，1月14日辦理履勘，2月2日交通部核發安坑輕軌營運許可，2月10日通車試營運，3月6日起營運時間改為早上6點到晚上24點。3月12日試營運結束，3月13日起正式收費。

## 路線
安坑線起自安坑機廠，迄於新店區十四張站，全長7.67公里，其中平面段位於安一路上約2.8公里、高架段約4.3公里及地下（含出土）段約0.4公里，共設置9站，K2、K6~K9等5座高架車站，與K1、K3~K5等4座平面車站及1座維修機廠。:8-1:10-12~10-13

## 車站
| 編號     | 名稱         | 名稱                                        | 站體型式 | 月台型式 | 所在地 | 所在地 | 交會路線 |
| 編號     | 中文         | 英文                                        | 站體型式 | 月台型式 | 所在地 | 所在地 | 交會路線 |
| -------- | ------------ | ------------------------------------------- | -------- | -------- | ------ | ------ | -------- |
| 安坑輕軌 |              |                                             |          |          |        |        |          |
| K01      | 雙城         | Shuangcheng                                 | 平面     | 岸式     | 新北市 | 新店區 | 不適用   |
| K02      | 玫瑰中國城   | Rose China Town                             | 高架     | 島式     | 新北市 | 新店區 | 不適用   |
| K03      | 台北小城     | Taipei Xiaocheng                            | 平面     | 岸式     | 新北市 | 新店區 | 不適用   |
| K04      | 耕莘安康院區 | Cardinal Tien Hospital An Kang Branch       | 平面     | 岸式     | 新北市 | 新店區 | 不適用   |
| K05      | 景文科大     | Jinwen University of Science and Technology | 平面     | 岸式     | 新北市 | 新店區 | 不適用   |
| K06      | 安康         | Ankang                                      | 高架     | 混合式   | 新北市 | 新店區 | 不適用   |
| K07      | 陽光運動公園 | Sunshine Sports Park                        | 高架     | 岸式     | 新北市 | 新店區 | 不適用   |
| K08      | 新和國小     | Xinhe Elementary School                     | 高架     | 岸式     | 新北市 | 新店區 | 不適用   |
| K09      | 十四張       | Shisizhang                                  | 高架     | 島式     | 新北市 | 新店區 | 環狀線   |

- 2024年7月至12月，安坑機廠於平日上午6時28分與7時16分，試辦供旅客上下車，做為未來機廠搭車平台是否轉型為車站的評估。[18][19]

## 使用車輛

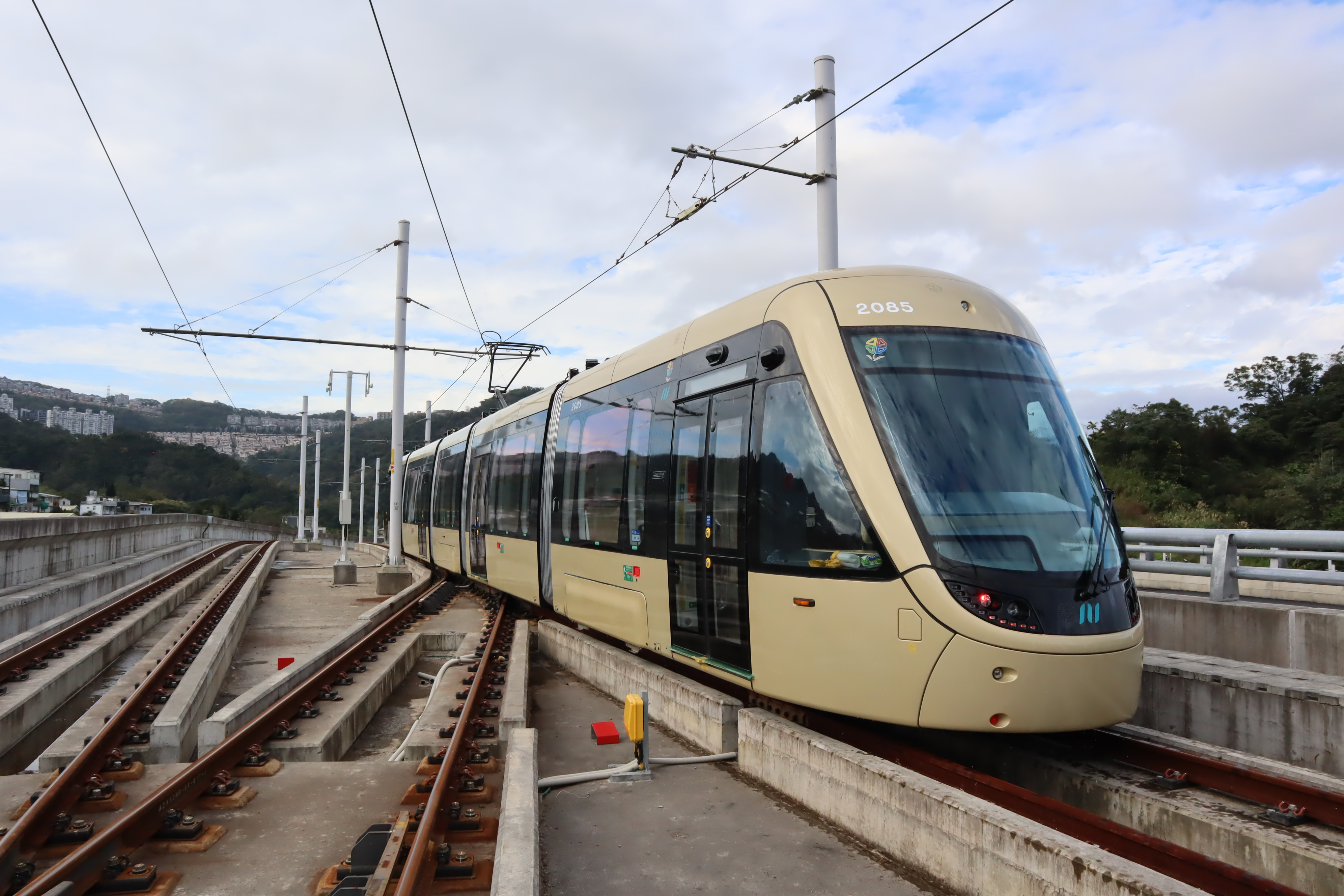
安坑輕軌電聯車

安坑輕軌電聯車，每列車有5節車廂，可載265人，全線配置15列車。由台灣車輛製造，外型與淡海輕軌電聯車相同。
2018年新北市府開放票選列車外觀設計，共有「光耀金」、「祥紅金」、「高雅紫」、「青翠綠」四款色調，票選結果以金色的「光耀金」勝出。
2021年9月30日，首列車在凌晨1時許運抵安坑機廠。新北市捷運局表示，初步規劃每2至3週運送1列車，讓15列車陸續到位。

## 外部連結
- 安坑輕軌路線圖-新北大眾捷運股份有限公司 （页面存档备份，存于）
- 安坑輕軌車站-新北大眾捷運股份有限公司 （页面存档备份，存于）
- 安坑輕軌列車運行時間圖-新北大眾捷運股份有限公司 （页面存档备份，存于）